# Königsfeld (Rajna-vidék-Pfalz)
Königsfeld település Németországban, Rajna-vidék-Pfalz tartományban. Lakosainak száma 691 fő (2023. december 31.).

## Népesség
A település népességének változása:
| Lakosok száma | 420  | 634  | 700  | 705  | 685  | 683  | 691  |
|               | 1975 | 2014 | 2017 | 2019 | 2021 | 2022 | 2023 |